# Hidden Star in Four Seasons
Touhou Tenkuushou ~ Hidden Star in Four Seasons (яп. 東方天空璋 〜 Hidden Star in Four Seasons., То̄хо̄ Тенкӯшьо̄, досл. « "Східний нефритовий скіпетр небес 〜 Таємна зоря в чотирьох порах року"») — це гра 2017 року в жанрі bullet hell та скрол-шутер, розроблена Team Shanghai Alice. Це шістнадцята гра серії Touhou Project. Анонсована ZUN'ом 20 квітня 2017-го. Демоверсія вийшла 7 травня, на Reitaisai 14, повноцінно вийшла на Comiket 92 11-го серпня. Гра вийшла в Steam 17 листопада, 2017 року, ставши першою грою серії випущеною на цю платформу.

## Ігролад

Немуно Саката, бос 2-го рівня

«Hidden Star in Four Seasons» — вертикальний скрол-шутер. Персонаж гравця завжди дивиться вгору, має нападати на ворогів та ухилятись від їхніх атак, та наприкінці кожного рівня відбувається битва з босом.
У «Hidden Star in Four Seasons» є унікальна механіка, відома як шкала сезону. Ця шкала заповнюється збором сезонних предметів, які з'являються, коли гравець атакує ворогів або при ґрейзі ворожих куль. Коли сезонна шкала заповнюється, позаду гравця з'являються мініатюрні кулі, що стріляють. Шкалу можна заповнити на шість куль. Снаряди та вигляд куль залежить від «підсезону», обраного на початку гри:
- Весна: Цей підсезон робить кулі схожими на маленькі сфери Їнь-Ян. Вони стріляють невеликими пелюстками, які ціляться у ворогів та босів.

- Літо: Цей підсезон робить кулі схожими на маленькі кубики льоду. Вони стріляють крижаними уламками в усіх напрямках перед гравцем.

- Осінь: Цей підсезон робить кулі схожими на воронів. Вони стріляють помаранчевими снарядами в формі літери V.

- Зима: Цей підсезон робить кулі схожими на блакитні кулі зі сніжинками всередині. Вони стріляють лазерами.

- Розпал літа: Це особливий підсезон, доступний лише на Екстра рівні. Виглядає як маленька рожева куля та стріляє потужними снарядами позаду гравця.

Крім того, гравець може використовувати шкалу сезону, щоб активувати вивільнення, натиснувши клавішу C. Це дозволяє гравцеві використовувати шкалу сезону для створення кола різного розміру навколо гравця. Це коло очищає від куль ворога, але не робить гравця невразливим, і зазвичай коштує всіх міні-куль і відкочує шкалу на нуль.

## Сюжет
Попри те, що зараз середина літа, пори року в Ґенсокьо різні. Храм Хакурей вкритий пелюстками вишні, гора Йокай купається в середині осені, а Ліс Чарів вкритий снігом, і завдяки якійсь невідомій силі феї Ґенсокьо шаленіють з незрозумілою силою. Посеред цього інциденту Рейму Хакурей, Маріса Кірісаме, Ая Шямеїмару та Чірно вирушають розслідувати та шукати винуватця.
Після пошуків в різних частинах Ґенсокьо, героїня обрана гравцем знаходить Країну Задніх Дверей, таємничий вимір, повний туманного фіолетового диму та дверей, що ведуть до різних місць по всьому Ґенсокьо. Усередині героїня знаходить Сатоно та Май, які після битви направляють її до Окіни Матари, винуватця інциденту та бога, яка спричинила зміну пір року в Ґенсокьо. Її справжнім наміром було нагадати Ґенсокьо про її силу та знайти заміну її слугам, Май та Сатоно, спричинивши зміну пір року, вона хотіла виявить найсильніших у Ґенсокьо та людей, які найбільше підходять на службу. На жаль для Окіни, всі головні героїні непридатні бути її слугами (крім Маріси Кірісаме, яка відмовляється за власним бажанням). Це призводить до сутички між Окіною та героїнею, в якій героїня, за сюжетом, зрештою програє та вимушена покинути Країну Задніх Дверей.

## Персонажі

### Героїні
- Рейму Хакурей — атакує самонавідними пелюстками сакури.
- Маріса Кірісаме — Атакує лазерами.
- Ая Шямеїмару — Атакує поривами вітру.
- Чірно — Атаки бурульками.

### Боси
- Етерніті Ларва — бос 1 рівня. Фея-метелик, можливо богиня.
- Немуно Саката — бос 2-го рівня. Ямамба.
- Лілі Вайт — мід-бос 3-го рівня. Фея, яка сповіщає про прихід весни.
- Аун Комано — бос 3-го рівня. Вона — статуя, яка ожила. Вона охороняє храми та святині.
- Нарумі Ятадера — бос 4-го рівня. Статуя джідзо, яка живе в Лісі Чарів.
- Сатоно Нішіда — мід-бос і бос 5-го рівня (разом з Май), мід-бос екстра рівня (разом з Май). Одна зі служниць і підтанцівниць Окіни.
- Май Тейреїда — мід-бос 4-го рівня, бос 5-го рівня (разом з Сатоно), мід-бос екстра рівня (разом з Сатоно). Одна зі служниць і підтанцівниць Окіни.
- Окіна Матара — бос 6-го рівня, бос екстра рівня. Таємна богиня з багатьма іменами та титулами. Вона також є головною антагоністкою. Живе в Країні Задніх Дверей зі своїми слугами.

## Критика
Game Rant назвали Hidden Star in Four Seasons третьою найкращою грою в серії та зазначили, що вона має складніший сюжет, ніж зазвичай. Вони також написали, що гра має «відносно детальніше візуальне оформлення, і все, що стосується персонажів та пейзажів, виділяється. Гравцям, що шукають відпочинку від „йокаїв“ та „бішьоджьо“ або просто глибшого сюжету, можна порадити цю гру».